# کانت گوژجیوسکیه پیروشه
کانت گوژجیوسکیه پیروشه (به لهستانی:  Kąty Goździejewskie Pierwsze) یک روستا در لهستان است که در گمینا دنبه ویلکیه واقع شده‌است.
 کانت گوژجیوسکیه پیروشه  ۲۳۰ نفر جمعیت دارد.